# Kemancze

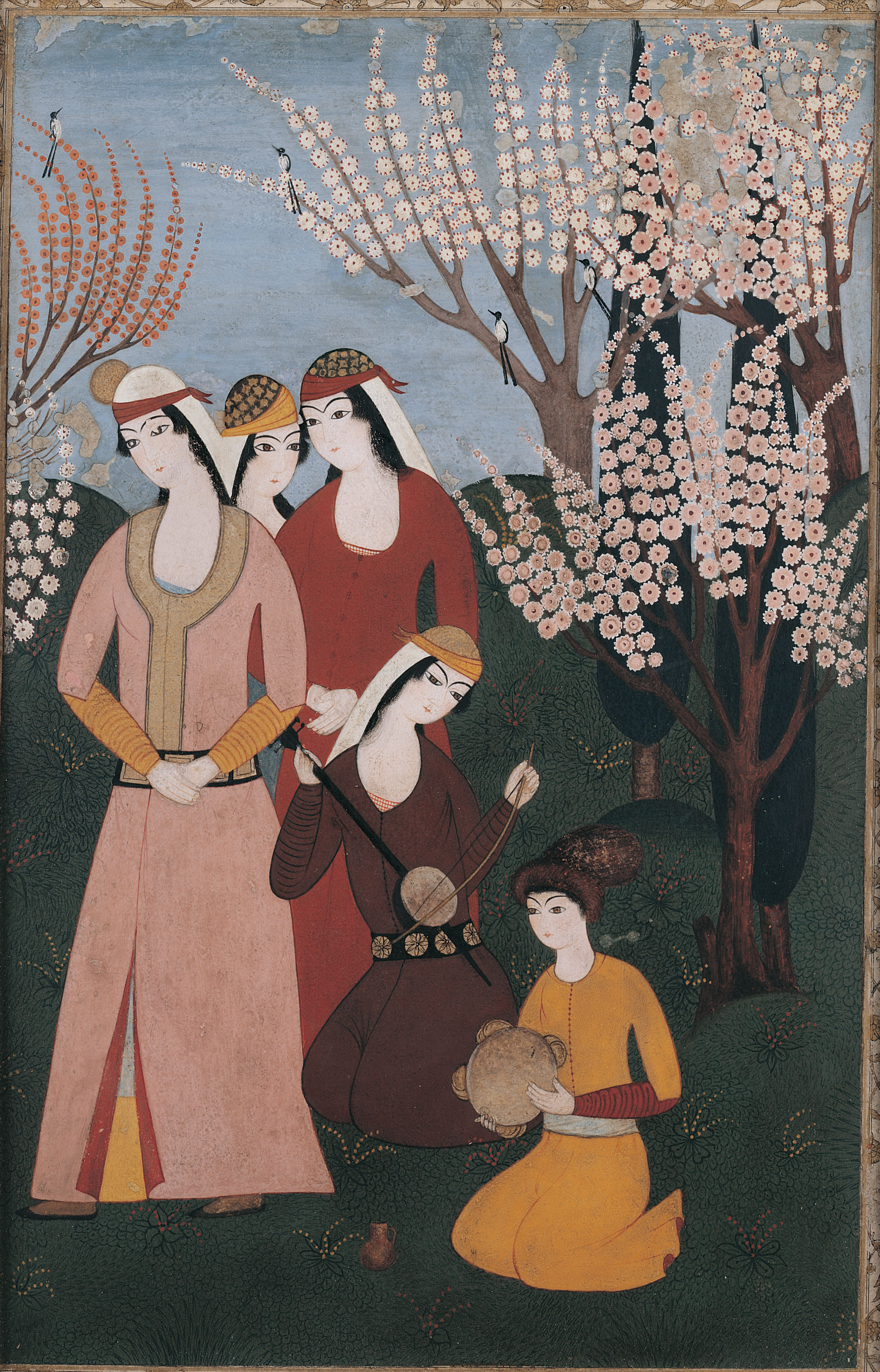

Kemancze, kamancze (perski:کمانچه, kamânče, wym. kʲæmɒnˈt͡ʃʰe) – irański smyczkowy instrument strunowy, używany także w Armenii, Azerbejdżanie, Turcji i muzyce kurdyjskiej.
Kemancze porównywane są zarówno do rebabu, swego historycznego przodka, jak i do smyczkowej liry bizantyjskiej, będącej poprzedniczką i protoplastą grupy europejskich instrumentów smyczkowych. Struny w kemanczy są pocierane smyczkiem o zmiennym napięciu. Słowo kamancze oznacza w języku perskim „mały smyczek” (kaman – „smyczek”, i -cze – formant deminutywny). Jest on powszechnie stosowany w muzyce klasycznej Iranu, Armenii, Azerbejdżanu, Uzbekistanu, Turkmenistanu i Kurdystanu z niewielkimi różnicami w budowie instrumentu.
Tradycyjnie kemancze miały trzy jedwabne struny, ale nowoczesne instrumenty mają już cztery metalowe struny. Kemacze mogą być bogato zdobione kamieniami i mieć rzeźbione z kości słoniowej progi do strojenia. Instrument ma długą górną szyjkę, a dolną część (korpus), w formie rezonatora zrobionego z tykwy, lub drzewa, zwykle pokrytego membraną ze skóry jagnięcej, koźlej lub czasami z ryby, na której opiera się mostek. Na dole korpusu wystaje kolec do wspierania instrumentu podczas gry. Dlatego też w języku angielskim kemancze są czasami nazywane „kolczastymi skrzypcami” (ang. spiked fiddle). Muzyk gra na instrumencie w pozycji siedzącej, trzymając go jak wiolonczelę, chociaż jest on długości altówki. Koniec instrumentu może spoczywać na kolanie lub biodrze, podczas gdy grający siedzi na krześle.
Tureckie kemençe, to smyczkowy instrument strunowy o bardzo podobnej lub identycznej nazwie, ale znacznie różniący się dźwiękiem i strukturą od perskiego instrumentu. Istnieje również turecki kabak kemane, który tylko nieznacznie różni się od perskiego. 
W 2017 roku sztuka wytwarzania kemancze i gry na tym instrumencie została wpisana na listę niematerialnego dziedzictwa UNESCO.

## Znani wykonawcy
- Armenia – Sajat-Nowa
- Turcja – Tamburi Cemil Bey, Kemençeci Vasilaki, Picoğlu Osman, Aleko Bacanos, Cüneyd Orhon, Derya Türkan
- Iran – Ali-Asghar Bahari, Ardeszir Kamkar (kurd), Kejhan Kalhor (kurd), Saeed Farajpouri (kurd), Sohrab Pournazeri
- Azerbejdżan – Habil Aliyev